# Гімн Мадагаскару
Ry Tanindrazanay malala ô! (укр. О наша кохана Батьківщино) — державний гімн Мадагаскару. Написаний у 1958 році Норберт Рагарисоа. Автор тексту, мадагаскарський письменник і християнський священник Рагаясон. Існують дві версії гімну малагасійською та англійською мовами.
Гімн був офіційно прийнятий парламентом Мадагаскару 27 квітня 1959 року.